# Richard Speight
Richard Speight (* 2. Dezember 1838 in Selby, Yorkshire, England; † 19. September 1901 in Perth, Western Australia) war ein Eisenbahnkommissar, der zwischen 1883 und 1892 im australischen Bundesstaat Victoria diente. In späteren Jahren war Speight kurzzeitig ein Mitglied der Western Australian Legislative Assembly.

## Biographie
Speight wurde in Selby, Yorkshire, England geboren. Von seiner Jugend an stand er in Diensten der Midland Railway Company, bis er einen Posten in verantwortungsvoller Position im Management erreichte. Speight akzeptierte 1883 die Berufung auf die Stelle eines Eisenbahnkommissars im Railways Department of Victoria. Seine Aufgabe war die Umsetzung des Railway Construction Act 1884, gemeinsam mit seinen Kommissionskollegen A. J. Agg und R. Ford, der den Bau von 59 neuen Bahnstrecken und weiterer Bauwerke vorsah. Der von Natur aus konservative Speight neigte dazu, in die Qualität der Infrastruktur zu investieren, um die Kosten für Betrieb und Unterhalt gering zu halten, aber diese Haltung stand in Opposition zu der von politischen Führern wie Thomas Bent und John Woods; diese waren der Meinung, dass Speight den Staat überbeansprucht hatte.
Aufgrund der Anschuldigungen der Korruption und Misswirtschaft und inmitten der sich verschlechterten wirtschaftlichen Bedingungen traten Speight und die anderen Kommissare 1892 zurück, nachdem der Railways Act 1892 den Kommissaren die Verantwortung für den Eisenbahnbau entzog und so die Kommission weitgehend entmachtete. Ziemlich bald danach verklagte er David Syme, den damaligen Herausgeber der Zeitung The Age auf die Zahlung von £25.000 wegen angeblicher Diffamierung. Speight verlor neun der zehn Verfahren und erhielt einen Farthing Schadensersatz in dem von ihm gewonnenen Verfahren.
Er zog um nach Western Australia, wo er in den privaten Sektor wechselt und Director von Jarrahdale Jarrah Forests and Railways wurde. Bei der Wahl zur Western Australian Legislative Assembly 1901 gewann Speight den Sitz in North Perth als ein unabhängiger Kandidat.
Als er am 19. September 1901 starb, hinterließ er acht Kinder und wurde auf dem Karrakatta Cemetery beerdigt.